# Umgekehrte Diskriminierung
Umgekehrte Diskriminierung (englisch reverse discrimination) bezeichnet die Diskriminierung von Mitgliedern einer als bevorteilt erachteten Gruppe zugunsten einer als benachteiligt erachteten.

## Verwendung des Begriffs

### Umgekehrter Rassismus
In den USA wird der Ausdruck „Reverse Discrimination“ unter anderem bei Diskussionen um Minderheitenquoten (Affirmative Action) für staatliche Bildungseinrichtungen verwendet. Quoten für die gleichmäßige Verteilung von Schülern verschiedener ethnischer Zugehörigkeit auf die Schulen eines Bezirks gelten mittlerweile als verfassungswidrig. Manche Städte verwenden nach wie vor ethnische Quoten für die Vergabe öffentlicher Aufträge.
Kritisiert wird an der Bewertung der Bevorzugung Nicht-Weißer als „umgekehrter Rassismus“, dass diese Bewertung für eine moderne Spielart des traditionellen Rassismus benutzt werde. In einer empirischen US-amerikanischen Untersuchung hoben Bonilla-Silva und Forman hervor, dass weiße Studierende institutionellen Rassismus selten wahrnähmen und daher positive Diskriminierung (Affirmative Action) zu Unrecht als unfair und als umgekehrte Diskriminierung ansähen:

“Color-blind racism allows Whites to appear ‘not racist (“I believe in equality”), preserve their privileged status (“Discrimination ended in the sixties!”), blame Blacks for their lower status (“If you guys just work hard!”), and criticize any institutional approach – such as affirmative action – that attempts to ameliorate racial inequality (“Reverse discrimination!”)”

„Farbenblinder Rassismus erlaubt es Weißen, nichtrassistisch zu erscheinen („Ich glaube an die Gleichheit“), ihren privilegierten Status zu erhalten („Diskriminierung endete in den Sechzigern!“), Schwarzen die Schuld für ihren niedrigeren Status zu geben („Wenn ihr nur hart genug arbeitet!“) und jeden institutionellen Ansatz – wie affirmative Maßnahmen – zu kritisieren, der Ungleichheit zwischen ethnischen Gruppen verringern soll („Umgekehrte Diskriminierung!“).“

Darüber hinaus handele es sich bei Diskriminierungsformen wie Rassismus nicht einfach um Einstellungen, sondern sie bedürften gesellschaftlicher Macht, um systematische Diskriminierungspraktiken über soziale Institutionen umzusetzen. Der Begriff Reverse Racism (dt. „umgekehrter Rassismus“) würde, auf die USA bezogen, implizieren, dass Minderheiten weiße Amerikaner durch rassistische Handlungen, Einstellungen, und institutionelle Strukturen genauso unterordnen können, wie Schwarze traditionell von Weißen unterdrückt wurden. Da Schwarzen als Gruppe die institutionelle Macht fehle, um Weiße systematisch zu diskriminieren, sei der Begriff irreführend.

### Umgekehrter Klassismus
In Indien findet der Begriff bei Protesten gegen Quotenregelungen für politische Gremien und die Vergabe von Arbeits- und Ausbildungsplätzen zur Verbesserung der Lage von Angehörigen diskriminierter Kasten vielfach Verwendung.